# Революционная демократия
Революционная демократия — идейное течение демократии, предполагающее создание социально справедливого общества через массовую революцию. Совмещало в себе идеи революции, западничества и утопического социализма, носящий характер антифеодальной, антиимпериалистической борьбы, являющийся противоположностью реакционной демократии. 
Движение возникло в 1830-ые – 1840-ые года в России. Наиболее известными идеологами являются А. И. Герцен, В. Г. Белинский, Н. А. Добролюбов, Н. Г. Чернышевский, которых Ленин называл предшественниками российской социал-демократии.

## Первая половина XIX века

### Предпосылки революционной демократии
Неотъемлемой идейной предпосылкой для революционной демократии являлось декабристское движение конца первой четверти XIX века, в частности идеи южного общества, закреплённые в «Русской правде» П. И. Пестеля: идеи свержения самодержавия через вооружённое восстание, республиканской формы правления, разделения властей, отмены крепостного права и т.д. Восстание декабристов, как попытка дворянства изменить политический строй страны, и последующее обнародование части программных документов («Русская правда», «Конституция», «Манифест к русскому народу»), потрясло высшие и средние круги общества.
Правление Николая I, сопровождающееся усилением цензуры под руководством А. И. Красовского и С. С. Уварова, послужило развитию русской философской мысли именно в узких кружках оппозиционных единомышленников. Обычно кружки были сформированы студентами и служили местом обсуждения литературы, философии, идей просвещения и свободы. К таким относились: кружок Станкевича, кружок Герцена–Огарёва, кружок петрашевцев, кружок братьев Критских, кружок Сунгурова, Литературное общество 11-го нумера.  
На протяжении 1830-ых и 1840-ых годов на мировоззрение революционеров будут влиять внутренние события (Польское восстание 1830–1831 годов, десятилетнее восстания казахов) и внешне Европейские (Июльская революция 1830-ого года, Балканские восстания Греции и Сербии, «Весна народов» 1848–1849 годов и реакционное мрачное семилетие). 

### Первые революционные демократы
Начиная с 1830-ого года в русской литературе зарождается направление реализма — его черты с элементами романтизма видно у А. С. Пушкина («Евгений Онегин» и «Борис Годунов») и у М. Ю. Лермонтова («Герой нашего времени»). Как более независимое направление реализм развивает Н. В. Гоголь («Ревизор», «Шинель» и «Мёртвые души»). Раскрывается тип «лишнего человека» и «маленького человека».  
В это же время появляется предшественник революционной демократии — В. Г. Белинский. В своих статьях он активно формирует нормы и критерии критики, как, например, обязанность литературы служить общественным интересам и освещать социальные проблемы. В этой же критике высказывается против феодально-крепостнического строя и социально-экономического неравенства. Под его влиянием появляется натуральная школа. 
В 1840-ом году своим романом «Кто виноват?» дебютировал А. И. Герцен, один из отцов революционной демократии. Его его сочинения и произведения (в частности «Сорока-воровка») произвели впечатление на общество, в первую очередь на подрастающую молодёжь. Многие причисляют Н. А. Некрасова к революционным демократам.  

## Вторая половина XIX века

### Поколение шестидесятников
Во второй половине XIX-ого века приходит новое поколение революционеров, именуемыми шестидесятниками. На смену «лишнему человеку» приходит «новый человек» в лице революционеров и появившимся нигилистическом движении, готовые обсуждать в общественно-политической дискуссии и реагировать на резкоменяющуюся среду.   
Новое поколение было более радикальным, чем предыдущее. Отныне отношение к этике и поведение субъекта в обществе основывалось на теории разумного эгоизма, которая заключала: «Каждый человек эгоистичен, потому что старается поступать так, чтобы ему было приятно, или так, чтобы ему было неприятно сейчас, но намного приятнее потом».   
В частности, такие идеи были основаны на диссертации Н. Г. Чернышевского «Эстетические отношения искусства к действительности», утверждающее, что «истинное» искусство должно иметь общественное значение, и что «отныне и критик, и писатель, и все читатели должны придерживаться самой новой, современной и прогрессивной теории искусства. Согласно этой теории, искусство стоит ниже действительности. Действительность — вот главное, что есть в жизни общества и человека. Критика и литература только отражают эту действительность». Сам же Чернышевский в «Письме из провинции» упрекал Герцена за недостаточный радикализм, за стремление к мирному решению крестьянского вопроса, за то, что Колокол «переменил тон», что он должен «благовестить не к молебну, а звонить в набат», «звать Русь к топору».  
Политические романы: «Накануне» (1860), «Отцы и дети» (1862) и «Дым» (1867) И. С. Тургенева, «Некуда» (1864) Н. С. Лескова, «Что делать?» (1863) Н. Г. Чернышевского, «Взбаламученное море» (1863) А. Ф. Писемского, «Кому на Руси жить хорошо?» (1866–1874) Н. А. Некрасова — во многом отражают общественный дискурс того времени (нигилизм Базарова, «особенный человек» Рахметов)  

### Революционные демократы в СМИ
В 1850-ых годах в журнал «Современник» приходит сначала Чернышевский, а затем и Добролюбов, становясь их фактическими руководителями. Политический курс журнала резко меняется с консервативно-либеральной полемики на идейный центр радикально-революционных настроений. Шло активное противостояние между дворянско-либеральным направлением и новым революционно-разночинским. В знак протеста из журнала ушли многие писатели: Л. Н. Толстой, И. С. Тургенев, Д. В. Григорович, зато позже пришли Ф. М. Решетников, Г. И. Успенский, П. А. Гайдебур. После закрытия Современника, разночинцы нашли другие площадки для своего "революционного рупора": например «Русское слово» или «Дело». Из иностранной агитаций выделялись работы «Вольной русской типографии».    

В это же время на смену натуральной школе приходит реальная критика. Принципы Добролюбова кажутся более материалистическими: «выявить общественную пользу художественных произведений, направить всю литературу на всестороннее обличение социальных порядков». В новой концепции критика лишь с виду анализирует произведение, но по существу использует художественное произведение как повод, чтобы поговорить о других, более злободневных проблемах.   
Литература представляет собою силу служебную, которой значение состоит в пропаганде, а достоинство определяется тем, что и как она пропагандирует — характеристика реальной критики самим Добролюбовым 
Реальную критику будут развивать современники Добролюбова — П. Н. Ткачёв в своей работе «Принципы и задачи современной критики» и Д. И. Писарев в своих критических статьях, а позднее и М. Е. Салтыков-Щедрин. Все они, по существу, являются представителями классической революционной демократии 1860-ых годов

### Реакция на отмену крепостного права
В революционной среде отмену крепостного права 1861 года встретили не слишком позитивно — реформа не только не дала им свободы, но и принесла более жестокое закабаление, чем было прежде. Крестьян обязали выкупить участок земли, от которого в течение десяти лет невозможно было отказаться и который помещики продавали по завышенной цене, а барщина и оброк, несмотря на то, что сменили названия, по итогам реформы, как считают историки, только выросли.  
«Только в словах и выходит разница, что названья переменяются. Прежде крепостными, либо барскими вас звали, а ноне срочно-обязанными вас звать велят; а на деле перемены либо мало, либо вовсе нет. Эки слова-то выдуманы! Срочно-обязанные, — вишь ты глупость какая!» — прокламация Чернышевского «Барским крестьянам от их доброжелателей поклон» (1861)
«Крестьяне не поняли, что освобождение обман, они поверили слову царскому — царь велел их убивать как собак; дела кровавые, гнусные совершились» — газета Герцена «Колокол», № 105 (1861)

### Трансформация в революционное народничество
Начиная с конца 1860-ых годов риторика революционных демократов трансформируется в революционное народничество, приобретая следующие черты:
- Переход к крестьянскому социализму. После реформы 1861 года страна взяла курс на капиталистический строй, лишь усугублявший социальное неравенство в обществе. Это вызвало непринятие частью интеллигенции, считавших такой путь «искусственно навязанный для России»[19]. В качестве альтернативы Герцен считал, что Россия может прийти к социализму через крестьянскую общину, минуя стадию капитализму[20].
- Сближение нового поколения интеллигенции с крестьянством. Радикальная молодёжь, считавшая проведённые реформы недостаточными, стала искать отклик у крестьянства для народной революции. После всплеска студенческих волнений и массовых исключений учебных заведений, значительная часть активной молодёжи оказалась выброшенной из жизни, исключённые студенты не могли ни устроиться на государственную службу по причине «неблагонадёжности», ни продолжать учёбу[21]. На счёт этого отозвалась газета «Колокол», в последствии этот отклик станет лозунгом первой волны хождения в народ:Но куда же вам деться, юноши, от которых заперли науку?.. Сказать вам куда?.. В народ! К народу! — вот ваше место, изгнанники науки
- Массовая пропаганда и террор. Характерной чертой сближения с народом стал частичный отказ от публицистической деятельности в «толстых журналах» в пользу политической пропаганды и подготовки к массовому террору. Идеи М. А. Бакунина, П. Н. Ткачёва и П. Л. Лаврова лишь закрепили теоретическую основу новых идей, позже ставших фундаментальной доктриной для революционных кружков чайковцев и нечаевцев, «Земли и воли» и «Народной воли».

## Органы печати

### Зарубежная печать[22]
- Типография «Вольная русская типография» (1853–1870) в Лондоне.
- Газета «Колокол» (1857–1868) и приложения к ней: «Под суд!» (1859–1862) и «Общее вече» (1862–1864). Переводилась на французский язык с названием «Kolokol» («La cloche»). В 1870 году Н. П. Огарёв совместно с С. Г. Нечаевым опубликовали ещё шесть номеров. Возобновлённый «Колокол» печатался тиражом в 1000 экземпляров, которые не расходились[23].
- Альманах «Полярная звезда» (1855–1868).

### Отечественная печать
- Журнал «Современник» (1855–1866), когда одним из руководителей стал Н. Г. Чернышевский и пришли новые революционеры, такие как Н. А. Добролюбов.
- Журнал «Отечественные записки» (1868–1884), в период руководства Н. А. Некрасова и М. Е. Салтыкова-Щедрина.
- Журнал «Русское слово» (1859–1866)
- Журнал «Дело» (1869–1888)
- Газета Мужицкая правда» (1862–1863)
- Прокламация «Молодая Россия» (1862)

## Современная критика
Как отмечают: «Публицистическая риторика обсуждения русской классической литературы, искаженной и загубленной леворадикальной критикой, возвращается у нас столетие спустя — в 1980-х годах. Резко обостряется ее демонизация, а предложения считать русских религиозных мыслителей — Бердяева, Соловьева, Розанова, Франка — здоровой альтернативой „агрессивным в своем убожестве революционным демократам“ в публицистике 1980—1990-х годов стали идеологическим клише и вместо старого мифа создали новый».